# 대한민국 해양대탐험
《대한민국 해양대탐험》은 2010년에 SBS에서 방송된 텔래비전 프로그램이다. 최종열 대장과 오디션을 통해 뽑힌 5명의 참가자들(표정우, 이동선, 이재우, 이후창, 전선우)이 무동력선에 타고 백령도에서 독도까지 항해하며, 최종 우승자에게는 부상으로 독수리 섬이 수여된다.